# إلياس الفخفاخ
إلياس الفخفاخ (تونس العاصمة، 1972-)، مهندس وسياسي تونسي انتمى سابقا لحزب التكتل الديمقراطي من أجل العمل والحريات ثم استقال منه. عمل وزيرا للسياحة في حكومة حمادي الجبالي من 2011 إلى 2013 ووزيرا للمالية في نفس الحكومة من 2012 إلى 2014. واحتفظ بحقيبة وزارة المالية في حكومة علي العريض. ترشح للانتخابات الرئاسية التونسية 2019 ولم يمر للدور الثاني إذ تحصل على 0.34 بالمئة من الأصوات. وهو ديمقراطي اجتماعي، وكُلّف في يناير 2020 بتشكيل الحكومة، وفي 15 يوليو 2020، أعلن استقالته رسميّا من رئاسة الحكومة بعد قرار حركة النهضة سحب الثقة منه.

## النشأة والمسيرة
ولد إلياس الفخفاخ في عام 1972 بتونس العاصمة وتحصل على الشهادة في الهندسة من المدرسة الوطنية للمهندسين بصفاقس في 1995 وعلى الماجستير في الدراسات الهندسية المعمقة من المعهد الوطني للعلوم التطبيقية بليون وعلى الماجستير في إدارة الأعمال من «جامعة إيسون» بباريس. بدأ مسيرته المهنية بالعمل مديرا لمشروع في البحث والتطوير في شركة «هاتشينسون» في فرنسا والمتخصصة في صناعة المطاط والتابعة لشركة توتال وأدار مشروعا لتقليص تكلفة الإنتاج في 45 مصنعا تابعا للمجموعة حول العالم. أصبح بعد ذلك مدير الإنتاج في فرع الشركة في بولندا. وعند رجوعه إلى تونس في 2006 أصبح مديرا عاما لشركة «كورتيل» المختصة في صناعة قطع السيارات وعندما اندمجت «كورتيل» مع شركة «فونفيرا» الإسبانية أصبح مديرا عاما لمجمع «أوتوموتيف كافيو» الناتج عن اندماج الشركتان وبقي في منصبه لغاية ديسمبر 2011. 
وتفرغ بعد ذلك للعمل السياسي إذ كلف في ديسمبر 2011 بحقيبة السياحة في حكومة حمادي الجبالي ثم أُضيفت إليه في 19 ديسمبر 2012 حقيبة المالية بعد فترة 5 أشهر تولّى خلالها كاتب الدولة سليم بسباس الوزارة بصفة وقتيّة إثر استقالة حسين الديماسي. في مارس 2013 وقع تثبيته كوزير للمالية في حكومة علي العريض في حين عوضه جمال قمرة كوزير للسياحة. حزبيا ينتمي الفخفاخ إلى المكتب السياسي للتكتل وهو أحد أعضاء الحكومة الأربعة المنتسبين للحزب. تعرّض لانتقادات شديدة في عمله على رأس وزارة السياحة بسبب أزمة القطاع التي زادت حدة مع الحوادث الأمنية التي تسبب فيها بعض السلفيين.
ترشح للانتخابات الرئاسية التونسية 2019 مرشحا لحزب التكتل وتحصل على 11532 صوت أي بنسبة 0.34 بالمئة من الأصوات ولم يمر بالتالي للدور الثاني.
عقب الانتخابات التشريعية التونسية 2019، وبعد فشل حكومة الحبيب الجملي في كسب ثقة مجلس نواب الشعب، رشحه رسميا حزب تحيا تونس لتأليف الحكومة وأكد التيار الديمقراطي أنه يساند ترشيحه وكلفه الرئيس التونسي قيس سعيد في 20 يناير 2020 برئاسة الحكومة وتشكيل أعضائها.

## الإقالة
بعد خمسة أشهر على توليه منصب رئيس الحكومة التونسية، قدم إلياس الفخفاخ استقالته يوم 15 يوليو 2020 لرئيس الجمهورية قيس سعيّد بطلب منه. وجاءت الاستقالة إثر إعلان حركة النهضة أنها قررت سحب الثقة من الفخفاخ على خلفية اتهامات في ملف تعارض المصالح. في حين إعتبر الفخفاخ أن إستقالته تأتي اعتبارًا «للمصلحة الوطنية ولتجنيب البلاد مزيدا من الصعوبات.. وحتى نجنب البلاد صراع المؤسسات».
وكرد إنتقامي من قرار حركة النهضة سحب الثقة من حكومته، قرر إلياس الفخفاخ في نفس اليوم إقالة الوزراء الستة التابعين للحركة وهم
أحمد قعلول، والمنصف السليتي، ولطفي زيتون، وأنور معروف، وعبد اللطيف المكي، وسليم شورى من مهامهم كوزراء.
ولاقى قرار الإعفاء لوزراء حركة النهضة مجموعة من الإنتقادات، حيث إنتقد المستشار الرئاسي السابق عدنان منصر قرار الياس الفخفاخ. ووصف الخطوة بانها غير لائقة بل مهينة لهيبة الدولة التونسية ولمؤسساتها واستخفاف بها.
من ناحيته إعتبر الأكاديمي والباحث محمد هنيد قرار الإعفاء خروجا من الباب الصغير.
كما إنتقد وزير أملاك الدولة والشؤون العقارية السابق سليم بن حميدان قرار الإعفاء وتأكيد تورط الفخفاخ في قضايا فساد سابقة عندما كان يشغل منصب وزير مالية في حكومة علي العريض.
في أكتوبر 2022، قضت محكمة التعقيب نهائيا بتبرئة رئيس الحكومة الأسبق الياس الفخفاخ من تهم «تضارب المصالح».

## الحياة الشخصية
هو متزوج وله طفل واحد.

## وصلات خارجية
- موقع إلياس الفخفاخ في الانتخابات الرئاسية التونسية 2019